# Nikolaj Davydenko
Nikolaj Vladimirovitj Davydenko (russisk: Николай Владимирович Давыденко ; født 2. juni 1981 i Severodonetsk, Sovjetunionen) er en russisk tennisspiller, der blev professionel i 1999. Han har igennem sin karriere (pr. september 2010) vundet 20 single- og 1 doubletitel, og hans højeste placering på ATP's verdensrangliste er en 3. plads, som han opnåede i november 2006.

## Grand Slam
Davydenko har fire gange stået i semifinaler ved Grand Slam-turneringer. Det var i French Open i 2005 og 2007, og i US Open i 2006 og 2007.